# 薛真度
薛 真度（せつ しんど、生没年不詳）は、中国の南北朝時代の官僚・軍人。本貫は河東郡汾陰県。

## 経歴
薛弘敞の子として生まれた。薛安都の従祖弟にあたる。太平真君7年（446年）、薛安都とともに北魏から南朝宋に亡命した。景和元年（465年）、薛安都が徐州刺史となると、真度はその下で長史となり、爪牙をつとめた。皇興元年（467年）、薛安都に従って北魏に降り、上客となった。太和初年、河北侯の爵位を受け、安遠将軍の号を加えられた。鎮遠将軍・平州刺史となり、仮の陽平公となった。太和16年（492年）、侯から伯に降封され、冠軍将軍の号を受けた。孝文帝の南征に従軍し、仮の平南将軍となった。後に護南蛮校尉・平南将軍・荊州刺史に任じられた。
太和18年（494年）、斉の雍州刺史の曹虎が偽って北魏への降伏を申し出てくると、真度は4将を率いて襄陽に進出したが、功績のないまま撤退した。赭陽に遠征して、斉の南陽郡太守の房伯玉に敗れた。御史の弾劾を受けて官爵を剥奪するよう奏上されたが、孝文帝は爵位と荊州刺史の任を返した。まもなく仮節を受け、仮の冠軍将軍となり、東荊州刺史に任じられた。後に持節を加えられ、正式に冠軍将軍の号を受け、臨晋県開国公に改封された。征虜将軍・豫州刺史に転じた。
景明元年（500年）、豫州で飢饉が起こると、真度は宣武帝に上表して救恤を要請した。裴叔業が寿春で北魏への帰順を求めてくると、真度は兵を率いて寿春に赴いた。まもなく征虜将軍のまま華州刺史に転じた。しばらくして荊州刺史に転じた。入朝して大司農卿となった。正始元年（504年）、平南将軍・揚州刺史に任じられたが、老齢のため子の薛懐吉を本官のまま隨行することを許された。正始2年（505年）、梁の豫州刺史の王超宗が兵を率いて小峴を包囲すると、真度は兼統軍の李叔仁らに兵を与えて王超宗を攻撃させた。王超宗が迎撃してくると、李叔仁はこれを撃破し、3000人を捕殺した。真度は洛陽に帰還すると、金紫光禄大夫の位を受け、散騎常侍の位を加えられ、敷西県開国公に改封された。永平年間に死去した。享年は74。左光禄大夫の位を追贈された。諡は荘といった。

## 子女
男子が12人あった。
- 薛懐徹（嫡子、敷西県公、太常丞、征虜将軍・中散大夫、左将軍・太中大夫、車騎将軍・左光禄大夫）
- 薛懐吉（庶長子）
- 薛懐直（京兆国内史・衛大将軍・左光禄大夫）
- 薛懐朴（恒農郡太守・襄陵男）
- 薛懐景（征南将軍・河東郡太守・安定男）
- 薛懐儁（撫軍将軍・光禄大夫・汾陰男。征南将軍・益州刺史。東魏の天平初年に梁の蘭欽に捕らえられて建康に送られ、蕭衍と面会した後にその許しを得て帰国した。興和年間に死去）

## 伝記資料
- 『魏書』巻61 列伝第49
- 『北史』巻39 列伝第27